# EFS Hausgeräte
|  | Dieser Artikel wurde aufgrund wesentlicher Mängel auf der Wartungs- und Qualitätssicherungsseite des Portal:Unternehmen eingetragen. Artikel, die nicht signifikant verbessert werden können, werden gegebenenfalls gelöscht. Bitte hilf mit, die inhaltlichen Mängel dieses Artikels zu beseitigen, und beteilige dich an der Diskussion. |

EFS Hausgeräte GmbH mit Sitz in Duisburg war eine deutsche Tochter des ehemaligen italienischen Ardo-Konzerns (Antonio Merloni), die Weiße Ware herstellte. Der Name stand als Abkürzung für die drei deutschen Marken EBD (Erwin Bonn Duisburg), Foron und Seppelfricke.

## Vorgängerunternehmen

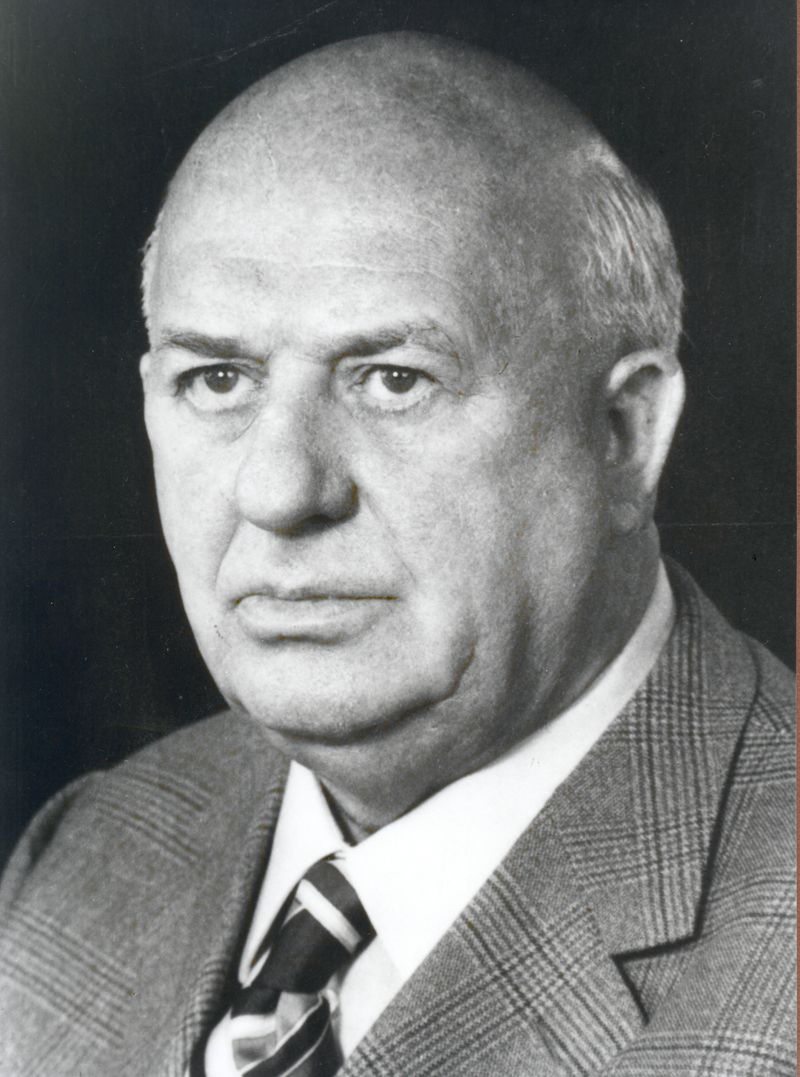
Erwin Bonn

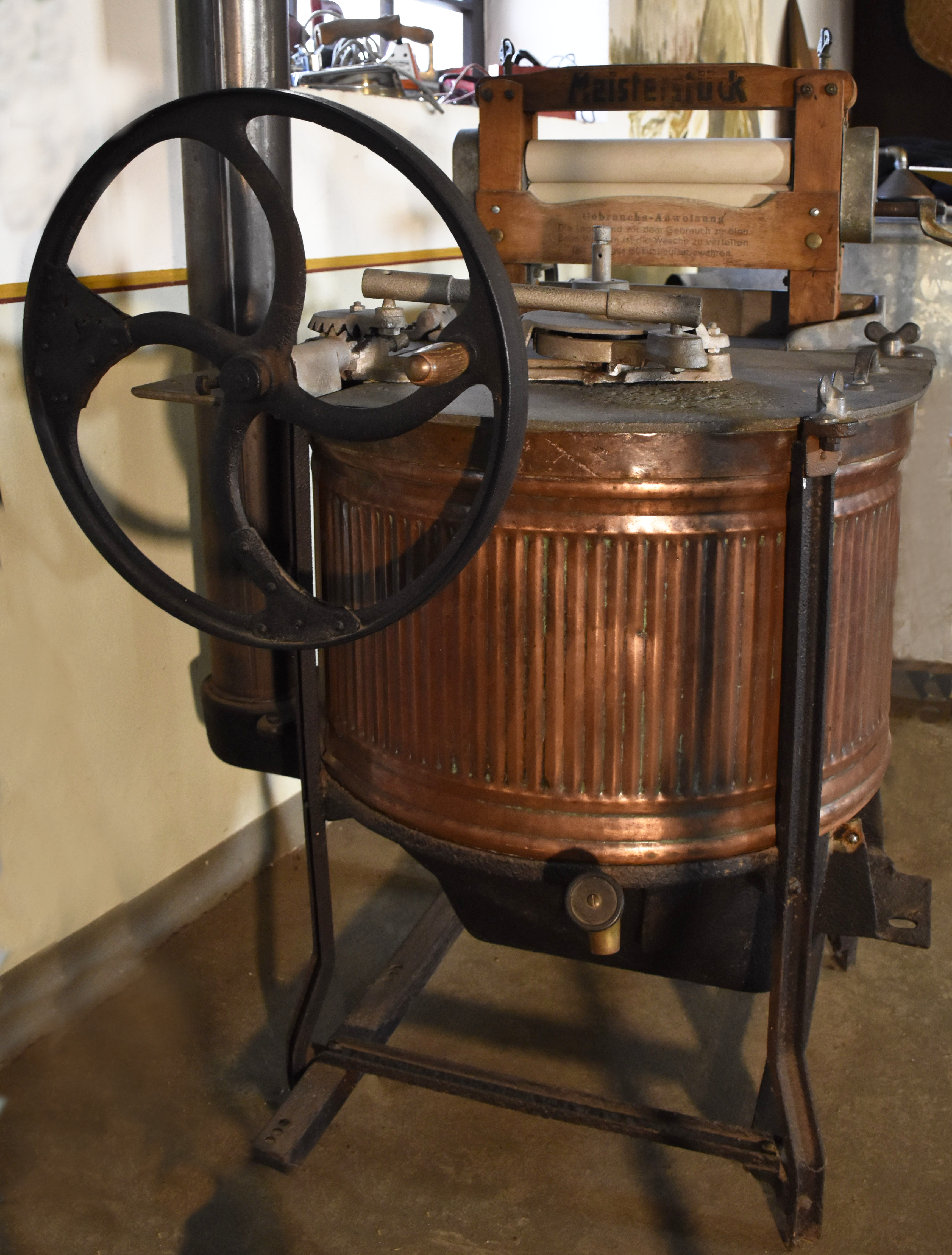
Beheizbare Holzbottichwaschmaschine mit Wringer EBD-Meisterstück (Freilichtmuseum Roscheider Hof)

Die historischen Wurzeln der drei Marken gehen zum Teil bis ins 19. Jahrhundert zurück.  EBD (Erwin Bonn Duisburg) wurde am 1. September 1934 als Vertretung für Waschmaschinen und deren Zubehörteile gegründet. 1950 fertigte das Unternehmen die ersten Wäschepressen und Holzbottichmaschinen, die ab 1957 unter dem Namen „Meisterstück“ in Serie gingen. Die „Meisterstück“ war in den 1950er- und 1960er-Jahren ein renommierter Markenname unter den Holzbottichmaschinen und Wäschepressen. Zusätzlich vertrieb EBD die Marke Merloni für den deutschen Markt seit den 1970er Jahren als preiswerte Alternative. 1994 erwarb Antonio Merloni das Unternehmen und wandelte es 2001 im Rahmen der Fusion von Seppelfricke und Foron in EFS um.
Seppelfricke wurde nach Insolvenz im Dezember 2000 durch den Ardo-Konzern übernommen. Ebenfalls im Jahr 2000 erwarb Ardo über sein Tochterunternehmen EFS auch Kundendienst und Vertrieb von Foron.

## EFS
EFS wurde im November 2001 von Ardo gegründet, um seine drei erworbenen deutschen Tochterunternehmen zusammenfasste. EFS stellte Produkte der Produktgruppe Weiße Ware her. 2001 erwirtschaftete EFS mit 160 Angestellten 69 Mio. Euro Umsatz.
Im Jahr 2008 wurde die ARDO-Gruppe Antonio Merloni von der Weltfinanzkrise so schwer getroffen, dass sie unter Zwangsverwaltung gestellt und für zahlungsunfähig erklärt wurde. Trotz Werksschließungen und Produktionsverkäufen konnten Pläne für eine Wiederaufnahme der Aktivitäten nicht verwirklicht werden. Die Gesellschaft Antonio Merloni ist seither in Liquidation, besitzt aber immer noch die Markenrechte der ehemaligen deutschen Tochter EFS Hausgeräte mit den Marken EBD (Erwin Bonn Duisburg), Foron und Seppelfricke. Am 18. Dezember 2009 wurde für EFS ein vorläufiger Insolvenzverwalter eingesetzt. Im März 2012 wurde EFS Hausgeräte aus dem Handelsregister gelöscht.
Die Produktionsstätten von EBD in Duisburg, Foron in Scharfenstein und Seppelfricke in Gelsenkirchen wurden stillgelegt, nachdem EFS seine Produktion ins europäische Ausland verlagert hatte.